# Julius Valentin van Gollenesse
Julius Valentin Stein von Gollenesse (auch: Golnesse) (* 17. Februar 1691 in Groel (Stadt), Schweden; † 14. Januar 1755 in Batavia) war niederländischer Gouverneur von Ceylon.

## Leben

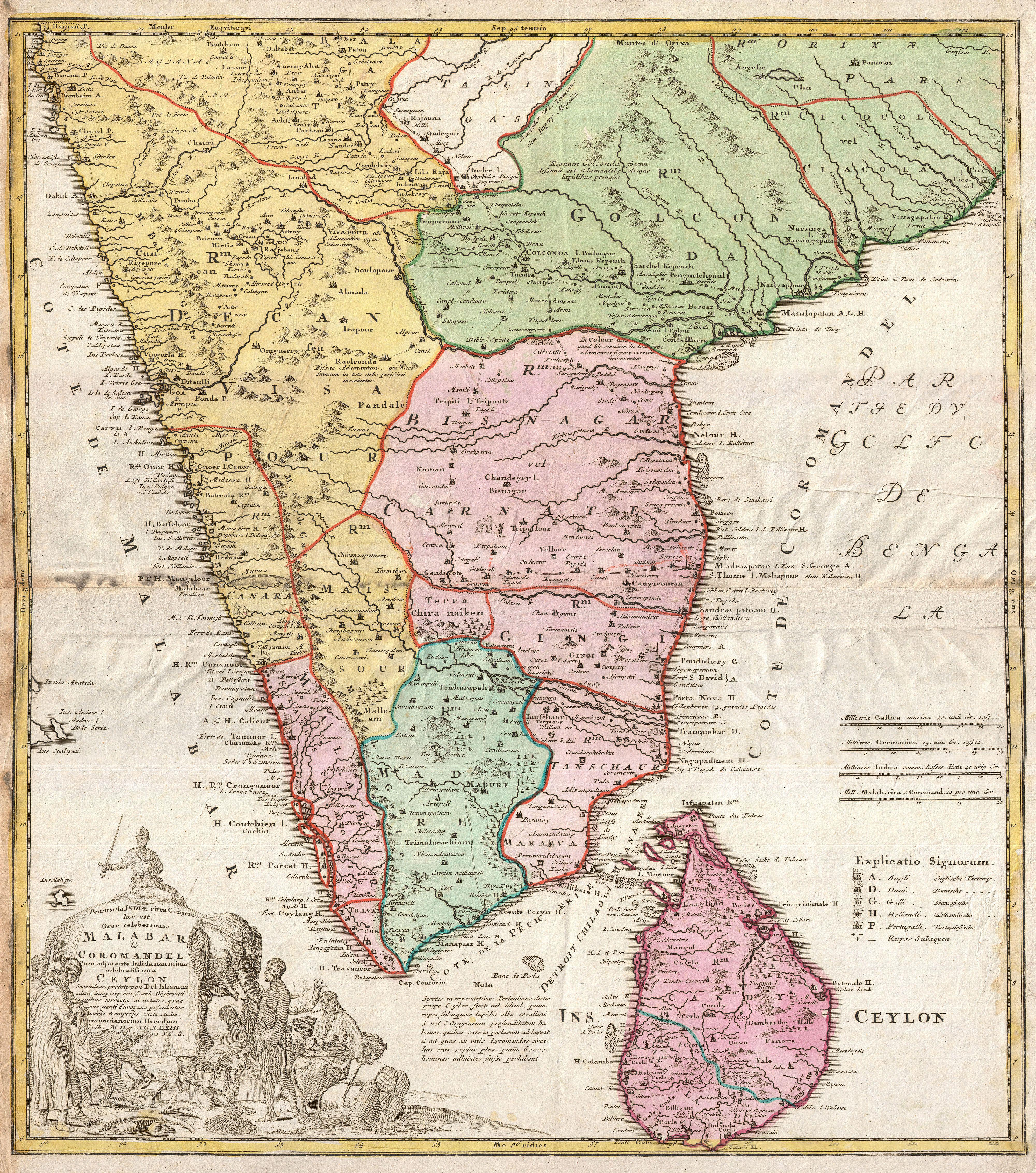
Indien und Ceylon im 18. Jahrhundert

Trotz seiner Geburt in Schweden entstammte Julius Valentin einer mecklenburgischen Familie. 1723 verpflichtete er sich für die Niederländische Ostindien-Kompanie (VOC) und machte dort eine sehr erfolgreiche Karriere. Seine Reise begann am 9. Januar 1723 auf dem Schiff Stabroeck. Das Schiff war auf seiner Jungfernfahrt von Texel nach Batavia, wo es am 11. Juli 1723 ankam. In Batavia heiratete er 1725 die Witwe Magdalena Cornelia van Loon (getauft am 19. August 1698 in Batavia;?)
Von 1735 bis 1743 war er bereits Kommandant von Malabar. Danach war er vom 11. Mai 1743 bis zum 6. März 1751 niederländischer Gouverneur in Ceylon. In dieser Zeit ließ er die Wolfendal-Kirche (Wolvendaal) in Colombo errichten. 1750 wurde er zum General-Direktor in Batavia ernannt. Diese Position behielt er bis zu seinem Tod 1755 inne. In jener Zeit erwarb er eine kostbare Schmucksammlung, die er 1754 Prinzessin Anna schenkte. Interessanterweise hat auch eine Sammlung von Scherenschnitten die Jahrhunderte überdauert und konnte 2008 in einer Ausstellung im staatlichen Museum Schwerin besichtigt werden.

## Familie

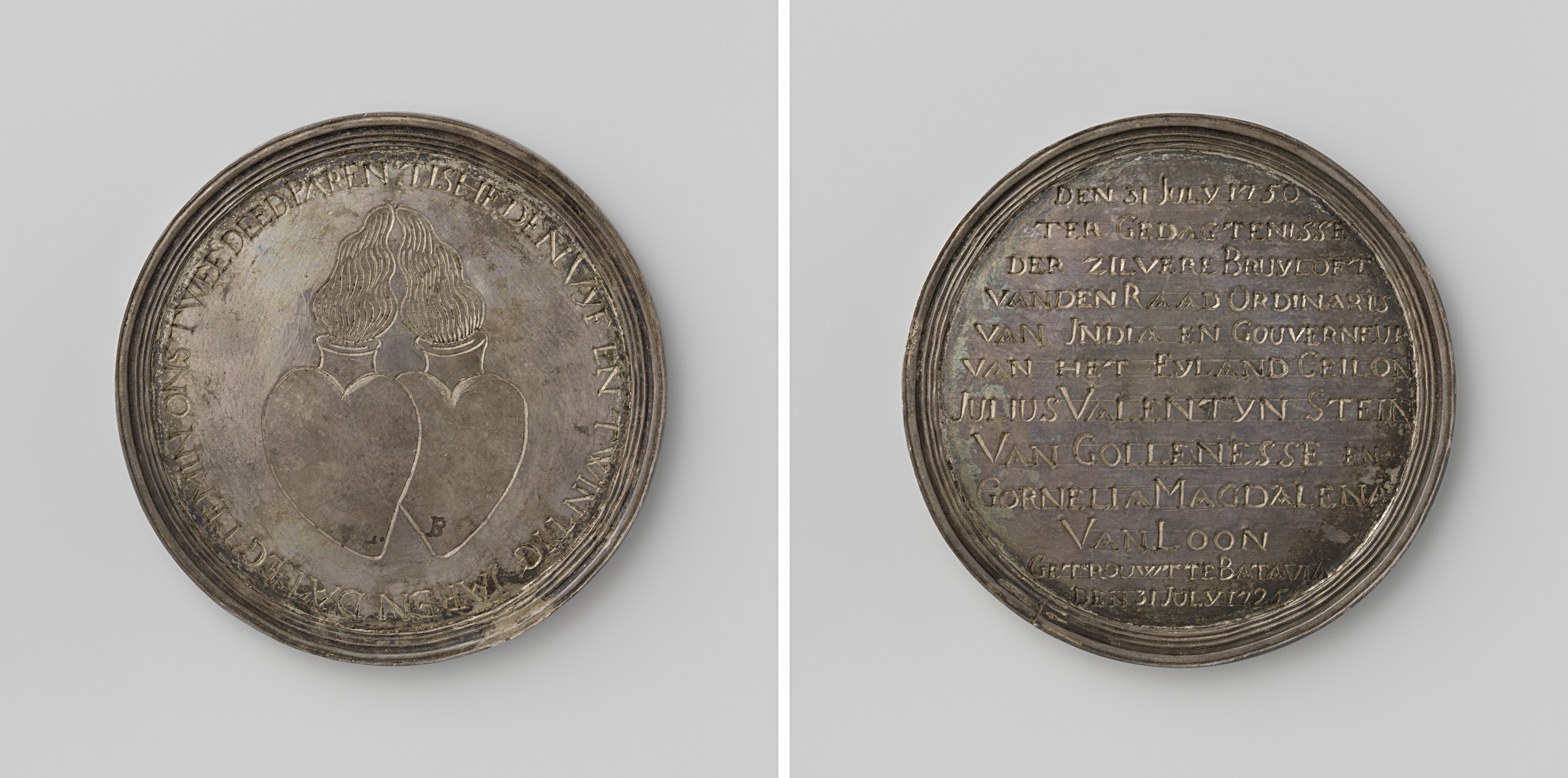
Die Silbermedaille zum 25. Hochzeitstag von Julius Stein van Gollenesse und Cornelia van Loon

Am 12. Juni 1725 heiratete Julius Valentin in Batavia Magdalena Cornelia van Loon, Witwe von Barend Barkhuysen.
Das Ehepaar Stein van Gollenesse musste 1739 drei ihrer Kinder in der  St. Francis Kirche von Cochin begraben, eine Tochter im Alter von 7 Jahren, die Tochter Magdalena Ursula (1735–1739)  und den Sohn Gustaav Willem (* 5. Dezember 1737; † 30. März 1739).
Die Tochter Antonia Dorothea Stein van Gollenesse (* 17. April 1740; † 28. Dezember 1774 in Zwolle ertrunken) heiratete in Batavia zunächst den Kaufmann Gerard van der Does (* 22. April 1732; † 6. Mai 1757) und 1759 dann den Direktor der Niederlassung in Dejima Herbert Vermeulen (9. Mai 1738; † 1783).
Da er keinen leiblichen Sohn hatte, adoptierte Stein van Gollenesse 1751 den sechsjährigen Julius Ferdinand von Ranzow, den Sohn von Ferdinand Anton von Ranzow.

## Werke
Während seiner Zeit hat er mehrere Bücher geschrieben, die einen Einblick in das zivile Leben seiner Zeit ermöglichen. 
- Memoir on the Malabar coast, 1743
- Memoir of Julius Stein van Gollenesse, Governor of Ceylon, 1743–1751, for his successor, Gerrit Joan Vreeland, 28th February 1751